# Antepione furciferata
Antepione furciferata är en fjärilsart som beskrevs av Alpheus Spring Packard 1876. Antepione furciferata ingår i släktet Antepione och familjen mätare. Inga underarter finns listade i Catalogue of Life.